# アデレア亜目
アデレア亜目（AdeleorinaまたはAdeleina）はアピコンプレックス門に属する寄生性原生生物の一群で、コクシジウム類のうち有性生殖の際に雌雄の生殖母体が対になって発達することを特徴とする分類群である。主に無脊椎動物の消化管近傍に寄生するアデレア類(adeleids)と、脊椎動物の血球中に寄生し吸血動物によって媒介されるヘモグレガリナ類(住血簇虫、haemogregarines)とに大別され、あわせて500種程度が知られている。アデレア目(Adeleida)とする場合もある。

## 特徴
雌雄の生殖母体は大きさは異なるがともに大きく不動性で、グレガリナ類に似た連接 (syzygy) により対になって発達することが特徴である。これに対してアイメリア亜目では、生殖母体が連接を行わず雌雄独立に発達し、雄性配偶子が小さく鞭毛で運動する。

## 分類
7科に分ける分類が一般的である
。分子系統解析でアデレア亜目全体の単系統性は強く支持されているが、分子情報のない分類群が多く内部の系統関係は判然としない。

### アデレア類
以下の3科は単一宿主性である。
アデレア科 Adeleidae Mesnil, 1903
基本的に無脊椎動物の消化管やその周辺に寄生する。Adelea属、Adelina属、Klossia属など9属数十種が知られている。
レゲレラ科 Legerellidae Minchin, 1903
無脊椎動物のマルピーギ管に寄生する。スポロシスト壁が途中で壊れるため、オーシスト内に直接スポロゾイトが入っている。Legerella属数種が知られている。
クロッシエラ科 Klossiellidae Smith & Johnson, 1902
主として哺乳類の腎臓に寄生する。Klossiella属十数種が知られている。

### ヘモグレガリナ類
以下の4科は吸血動物と脊椎動物の二宿主性であり、分子系統解析で単系統性が強く支持されている。
ヘモグレガリナ科 Haemogregarinidae Léger, 1911
ヒルなどの吸血動物と魚類などの脊椎動物の二宿主性である。脊椎動物では主に赤血球に寄生する。Haemogregarina属に200種以上知られているが多系統的であり今後検討が必要である。他にCyrilia属に数種と、Desseria属に約40種ほどが知られている。
ヘパトゾーン科 Hepatozoidae Wenyon, 1926
両生類・爬虫類・鳥類・哺乳類の赤血球や白血球に寄生する。媒介者へは吸血により移行するが、脊椎動物への感染は吸血動物を摂食することによる。ヘパトゾーン属(Hepatozoon)に100種程度知られている。
カリオリーズス科 Karyolysidae Wenyon, 1926
ダニが媒介し、爬虫類・両生類の赤血球に寄生する。Karyolysus属数種とHemolivia stellataが知られている。
ダクチロソーマ科 Dactylosomatidae Jakowska & Nigrelli, 1955
魚類・両生類・爬虫類の赤血球に寄生する。ヒルが終宿主であり媒介者である。かつてはピロプラズマ類に含められていた。Dactylosoma属とBabesiosoma属がありおよそ20種が知られている。